# 尚家骧
尚家骧（1929年—2022年7月25日），中国上海人，声乐理论家、翻译家，肄业于大同大学、维也纳音乐学院，1950年代任原中央乐团全唱队员及教员，后任中国艺术研究院外国艺术研究所研究员，译配著作有《意大利歌曲集》等，著有《西欧声乐发展史》等，是《啊朋友再见》《我的太阳》等歌曲的译配者。